# فريعة (ناطع)

تعديل مصدري - تعديل

فريعة هي إحدى قرى عزلة الحساء بمديرية ناطع التابعة لمحافظة البيضاء، بلغ تعداد سكانها 142 نسمة حسب تعداد اليمن لعام 2004.